# Wernigerode
Wernigerode – miasto w Niemczech, w kraju związkowym Saksonia-Anhalt, w powiecie Harz, położone nad rzeką Hommelte. Przez miasto przebiegają dwie drogi krajowe: B6 oraz B244.
W roku 1907 przyłączono do miasta gminę Hasserode, dwanaście lat później gminę Nöschenrode. Po II wojnie światowej na terytorium Niemieckiej Republiki Demokratycznej.
W roku 1994 trzy gminy znalazły się w granicach miasta: Benzingerode, Minsleben oraz Silstedt. W wyniku reform administracyjnych gmina Schierke 1 lipca 2009 oraz gmina Reddeber 1 stycznia 2010 stały się dzielnicami miasta.
W mieście rozwinął się przemysł elektrotechniczny, chemiczny, metalowy, maszynowy, szklarski oraz cukierniczy.

## Demografia
| - 1595: 2 500 - 1806: 3 700 - 1845: 5 300 - 1869: 7 000 - 1886: 9 000 - 1895: 10 662 - 1904: 12 000 | - 1914: 18 000 - 1957: 33 353 - 1990: 37 000 - 2006: 33.871 - 2007: 34 413 |  |

## Burmistrzowie
- Dr. Ludwig Gepel: 7 stycznia 1921-6 stycznia 1933
- Ulrich von Fresenius: 10 stycznia 1933 – 20 kwietnia 1945
- Max Otto: 20 kwietnia 1945–1951
- Martin Kilian: 1962–1990
- Dr. Herbert Teubner: 1990–1991
- Horst-Dieter Weyrauch: 1991–1994
- Ludwig Hoffmann: 1994-31 lipca 2008

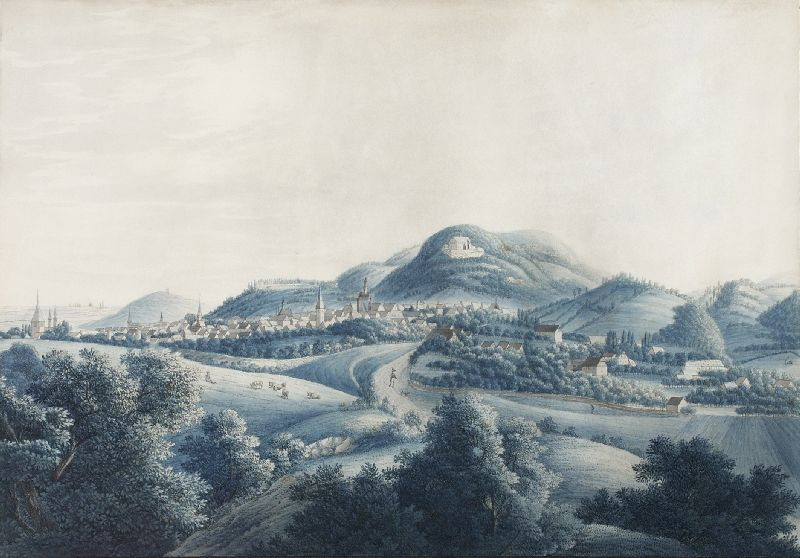
Wernigerode w 1820 roku

- Peter Gaffert: od 1 sierpnia 2008

## Współpraca
Miejscowości partnerskie:
- Carpi, Włochy
- Cisnădie, Rumunia
- Neustadt an der Weinstraße, Nadrenia-Palatynat